# Delfimeus friedeli
Delfimeus friedeli is een insect uit de familie van de mierenleeuwen (Myrmeleontidae), die tot de orde netvleugeligen (Neuroptera) behoort. 
Delfimeus friedeli is voor het eerst wetenschappelijk beschreven door Hölzel in 1972.